# Daniel von Baldinger
Daniel von Baldinger (* 15. September 1768 in Ulm; † 26. September 1834 in Wiblingen) war ein württembergischer Oberamtmann.

## Leben
Er entstammte dem Ulmer Patriziergeschlecht Baldinger. Sein Vater war Ratsälterer in Ulm, er selbst besuchte das Gymnasium in Ulm und studierte anschließend Jura in Erlangen sowie Staats- und Kameralwissenschaften in Göttingen. Von 1791 bis 1792 war er Eherichter und Fremd-Almos-Kasten-Pfleger in Ulm, bevor er für sieben Jahre Vogt in Stubersheim wurde. Ab 1799 hatte Baldinger den Posten des Obervogts in Leipheim (1799–1801) und in Albeck (1801–1802, bzw. bis 1804 als provisorischer Obervogt) inne. Von 1804 an war Baldinger dann Landrichter in Albeck und von 1810 bis 1819 Oberamtmann des Oberamtes Albeck. Seine berufliche Laufbahn beendete er als Oberamtmann im Oberamt Wiblingen in den Jahren 1819 bis 1822.